# El señor de los ladrones
El Señor de los ladrones (en alemán "Herr der Diebe") es una novela de fantasía escrita por Cornelia Funke. Fue publicado en alemán en el año 2000 y traducido al español en 2003 por Ediciones Destino. También se hizo una película en 2006 dirigida por Richard Claus, con el nombre de "El Príncipe de los Ladrones".

## Argumento
Huyendo de su tía, que intenta por todos los medios separarlos, los hermanos Próspero y Bonifacio (Pro y Bo) escapan desde Hamburgo hasta Venecia, el lugar del que su madre fallecida siempre les había hablado. Ellos deciden quedarse allí, donde encuentran cobijo en una pandilla juvenil liderada por un misterioso niño, apodado El Señor de los ladrones.
Todos viven en un cine abandonado, el Stella. Los jóvenes, que tienen pasados que varían desde la estancia en un orfanato hasta familias desestructuradas, sobreviven gracias a la ayuda de Escipión, el Señor de los ladrones, que les da objetos de mucho valor, robados, según les dice. Los niños intercambian ese botín por dinero con un tendero que comercializa antigüedades, Ernesto Barbarossa. 
A través de Barbarossa, un misterioso conde se pone en contacto con los niños para encargarles que roben un ala de madera. El ala formaba parte del león de un viejo carrusel, del que se decía que era mágico: podía volver adultos a los niños y niños a los adultos.
Mientras los niños buscan el ala, Víctor, un detective contratado por la tía de Próspero y Bo, los busca a ellos. Luego de una serie de aventuras, persecusiones por la ciudad, secuestros, y robos malogrados, los niños descubren que el misterioso Señor de los ladrones no es quien parece y que, en algunas ciudades, las leyendas se vuelven en realidad.

## Personajes del libro
- Escipión Massimo: Se apoda "El Señor de los ladrones". Es el mayor de toda la pandilla, y el líder de ella. Aunque juega acerca de su personalidad con el resto de los chicos, él es quien les aporta los objetos robados de su padre para que ellos vendan. Suele llevar una máscara con una nariz prominente, parecida a un pico (muy similar a las que llevaban los doctores en Venecia durante las epidemias), y que le da un aspecto como de pájaro. Tiene el pelo largo, de un negro azabache, y suele llevarlo recogido en una coleta delante de los miembros de la banda.

- Próspero o Pro: Es el hermano mayor de Bonifacio (Bo). Su tía Esther, hermana de su madre fallecida, quería apoderarse de su hermano dejando a Próspero en un orfanato, siendo esta la razón por la que huyen hacia la famosa Venecia, donde se unen a la pandilla de Escipión. Aunque vive de los robos de sus amigos, él los intenta evitar.

- Bonifacio o Bo: Es el hermano de Pro. Tiene 5 años. Su pelo rubio y su cara angelical provoca que todos se queden embobados al mirarlo. Cuando se enfada, grita excesivamente, por lo que la gente no suele llevarle la contraria; esta cualidad le sirve para librarse de su tía cuando por fin lo encuentra. Anhela ser como El Señor de los ladrones, a lo que su hermano se opone rotundamente.

- Caterina Grimani o Avispa: No quiere que nadie la llame por su verdadero nombre. Es la única niña del grupo. Es delgada y tiene el pelo castaño, recogido en una larga y fina trenza que le llega hasta la cintura. Parece un aguijón, de ahí su sobrenombre: Avispa. Es muy inteligente y siempre tiene metida la nariz en algún libro. Su cama en el Stella está rodeada de montañas de libros. Cuida mucho de Bo. Tanto en el libro como en la película se da a entender que le gusta Próspero.

- Riccio: También conocido como «erizo» (riccio en italiano). Es un niño delgado y una cabeza más bajo que Próspero, a pesar de no ser mucho más joven, al menos como dice él. Tiene el pelo castaño y siempre lo lleva de punta. Llamaba tanto la atención que de ahí sacaron su sobrenombre: Riccio, el erizo. Tiene una dentadura horrible, y le encantan la comida y las historietas. Su cama está cubierta de historietas y llena de peluches, tantos que a veces le cuesta meterse dentro de ella. Con frecuencia sus amigos lo sorprenden con un cigarrillo en la mano, y es un candidato a fumador. También es el que mejor y más roba de la pandilla.

- Mosca: Es el más alto y fuerte de ellos. Es un niño negro por lo que Bo lo apoda "carbón". En su cama del cine tiene una caja de herramientas y una caña de pescar, que suele usar con su barca. Es el más tranquilo de la pandilla.

- Víctor Getz: Es el detective que contratan Max y Esther para encontrar a Bo. Es un hombre bajito y robusto, tiene los pies grandes y cuando corre mueve los brazos de una manera muy rara, como un bulldog. Tiene barbas y bigotes postizos, gorros, sombreros y pelucas. Sufre una lucha interna entre el deber y lo moral con la búsqueda de los niños, donde acaba venciendo lo moral. Si bien es un hombre solitario, tiene dos tortugas de compañía que adora y al final de la historia se convierte en un gran amigo de parte de la pandilla.

- Esther y Maximilian Hartlieb: Los tíos de Próspero y Bonifacio, que van hasta Venecia a buscar a Bonifacio. Cuando la mamá de los hermanos murió, solicitaron la custodia de Bo porque no tenían hijos. A ninguno de los hermanos les agradan. Esther tiene el pelo de color rubio ceniza y una nariz puntiaguda. Maximilian es muy grande, tiene unos ojos pequeños y sin color. Son ricos y, por así decirlo, un poco pedantes.

- Ida Spavento: Es una fotógrafa y la propietaria del ala del león que los niños tienen que robar. Tiene el pelo teñido de rubio y fuma mucho, "como un camionero" según Riccio. Él también dice que está loca, pero que es simpática. Simpatiza rápidamente con los niños y les da comida y cobijo. Termina adoptando a Pro, Bo y Avispa al final del libro, y envía a Próspero y Avispa a la escuela.

- Ernesto Barbarossa: Es el hombre que hace los negocios con los niños, y se lo describe como un hombre gordo con la barba pelirroja. En su tienda de recuerdos y antigüedades vende a los turistas objetos de mucho valor y poco llamativos, que la mayoría de las veces son robados.